# IV Governo Constitucional de Portugal
O IV Governo Constitucional de Portugal tomou posse a 22 de novembro de 1978, sendo chefiado por Carlos Alberto da Mota Pinto e constituído por iniciativa do Presidente da República Ramalho Eanes. Cessou o seu mandato a 1 de agosto de 1979, devido à demissão do Primeiro-Ministro, a 6 de junho de 1979, após a rejeição da Assembleia da República, pela segunda vez consecutiva, das Grandes Opções do Plano (apesar de ter conseguido fazer aprovar o Orçamento Geral do Estado).

## História
Liderado pelo novo primeiro-ministro independente, Carlos Mota Pinto, ex-Ministro do Comércio, este governo é sobretudo formado por tecnocratas. Conta com o apoio ao inicio, do Partido Social Democrata (PPD/PSD) e do Centro Democrático Social (CDS), que contam com 115 deputados em 263, ou seja, 43,7% dos assentos na Assembleia da República.
Depois da queda do governo de Alfredo Nobre da Costa, o Presidente da República António Ramalho Eanes anuncia a substituição deste pelo antigo ministro e fundador do PPD/PSD Carlos da Mota Pinto. Tendo constatado a impossibilidade de os diferentes partidos chegarem a acordo sobre a formação de uma coligação, o Chefe de Estado procurou encorajar a constituição de um executivo independente capaz de forjar uma maioria parlamentar. Embora inicialmente planeasse convencer os vários partidos a deixar alguns dos seus membros participarem no governo, o chefe do executivo designado acabou preferindo cercar-se de personalidades independentes. O Partido Comunista Português (PCP) anunciou assim, dois dias depois, a intenção de apresentar uma moção de rejeição do programa do Governo, uma vez apresentado ao Parlamento. Se a moção recebe, desde logo, o apoio da União Democrática Popular (UDP), já o Partido Socialista (PS) recusa-se a decidir de imediato e prefere aguardar o teor da discussão parlamentar para se pronunciar. Em sentido inverso, o PPD/PSD e o CDS deram desde logo o seu apoio ao novo governo.
Durante a votação do programa, no dia 13 de dezembro, a moção de rejeição comunista foi rejeitada por 109 votos contra, 45 votos a favor e 97 abstenções, permitindo que o executivo tomasse posse em pleno. Apesar das reservas manifestadas pelos seus representantes durante os debates, os sociais-democratas e os democratas-cristãos confirmaram o seu apoio a Mota Pinto ao rejeitarem o texto do PCP. Para justificar a mudança de posição em relação ao III Governo Constitucional que tinha rejeitado, o Presidente do CDS, Diogo Freitas do Amaral, evoca a “arrogância antipartidária” de Alfredo Nobre da Costa, o programa de governo de Mota Pinto que é mais próximo da coligação que levara o general Eanes à Presidência da República em 1976, e a necessidade de governar Portugal. Os socialistas, conscientes da incapacidade dos partidos para chegarem a um acordo e denunciando a formação de um governo sem ter em conta os resultados das eleições de 1976, optaram por abster-se, confirmando a sua oposição ao novo primeiro-ministro.
Após a rejeição em março de 1979 das Grandes Opções do Plano, que incluía medidas de austeridade, o PPD/PSD está dividido sobre a atitude a adotar perante o governo. O Conselho Nacional decidiu no início de abril retirar a confiança na direcção do grupo parlamentar e anunciou que estava a preparar sanções contra os cerca de trinta deputados que votaram a favor do orçamento. Em resposta, 35 deputados – incluindo o ex-ministro, fundador do partido e presidente do grupo Joaquim Magalhães Mota, o ex-presidente interino António de Sousa Franco e o ex-ministro Rui Machete – anunciaram que abandonavam o PPD/PSD e passariam a deputados independentes, criando assim a ASDI.
No final de maio, o governo viu a Assembleia desfazer completamente o seu novo projeto de Grandes Opções do Plano e depois aprovar uma lei que limitava a capacidade do Executivo de agir no âmbito da reforma agrária. A 6 de junho, Carlos Mota Pinto apresenta a sua demissão ao Chefe de Estado depois de o PS e o PCP – que em conjunto têm maioria absoluta – terem apresentado uma moção de censura contra o governo.

## Composição
A Lei Orgânica do IV Governo Constitucional, Decreto-Lei n.º 448/78, de 30 de dezembro, decretou a seguinte composição:
Ministros:
a) Da Defesa Nacional;
b) Adjunto do Primeiro-Ministro;
c) Das Finanças e do Plano;
d) Da Administração Interna;
e) Da Justiça;
f) Dos Negócios Estrangeiros;
g) Da Agricultura e Pescas;
h) Da Indústria e Tecnologia;
i) Do Comércio e Turismo;
j) Do Trabalho;
l) Da Educação e Investigação Científica;
m) Dos Assuntos Sociais;
n) Dos Transportes e Comunicações;
o) Da Habitação e Obras Públicas;
p) Da Comunicação Social.
O Ministro da República para os Açores e o Ministro da República para a Madeira terão assento em Conselho de Ministros sempre que as reuniões tratem de assuntos de interesse para as respetivas regiões.
Participam ainda nas reuniões do Conselho de Ministros, sem direito a voto, os Secretários de Estado da Presidência do Conselho de Ministros e da Administração Pública.
Compete ao Vice-Primeiro-Ministro para os Assuntos Económicos e Integração Europeia coadjuvar o Primeiro-Ministro na coordenação e orientação dos Ministérios económicos, bem como no âmbito dos assuntos relacionados com a integração europeia.
| Cargo                                                                    | Retrato | Nome                                       | Período                                      | Partido | Partido      |
| ------------------------------------------------------------------------ | ------- | ------------------------------------------ | -------------------------------------------- | ------- | ------------ |
| Primeiro-Ministro                                                        |         | Carlos Alberto da Mota Pinto (1936–1985)   | 22 de novembro de 1978 a 1 de agosto de 1979 |         | Independente |
|                                                                          |         |                                            |                                              |         |              |
| Vice-Primeiro-Ministro para os Assuntos Económicos e Integração Europeia |         | Manuel Jacinto Nunes (1926–2014)           | 22 de novembro de 1978 a 1 de agosto de 1979 |         | Independente |
|                                                                          |         |                                            |                                              |         |              |
| Ministro-Adjunto do Primeiro-Ministro                                    |         | Álvaro Monjardino (1930–2024)              | 22 de novembro de 1978 a 1 de agosto de 1979 |         | Independente |
| Ministro da Defesa Nacional                                              |         | José Loureiro dos Santos (1936–2018)       | 22 de novembro de 1978 a 1 de agosto de 1979 |         | Independente |
| Ministro das Finanças e do Plano                                         |         | Manuel Jacinto Nunes (1926–2014)           | 22 de novembro de 1978 a 1 de agosto de 1979 |         | Independente |
| Ministro da Administração Interna                                        |         | António Gonçalves Ribeiro (1933–)          | 22 de novembro de 1978 a 1 de agosto de 1979 |         | Independente |
| Ministro da Justiça                                                      |         | Eduardo Silva Correia (1915–1991)          | 22 de novembro de 1978 a 1 de agosto de 1979 |         | Independente |
| Ministro dos Negócios Estrangeiros                                       |         | João de Freitas Cruz (1925–1984)           | 22 de novembro de 1978 a 1 de agosto de 1979 |         | Independente |
| Ministro da Agricultura e Pescas                                         |         | Apolinário Vaz Portugal (1930–2008)        | 22 de novembro de 1978 a 1 de agosto de 1979 |         | Independente |
| Ministro da Indústria e Tecnologia                                       |         | Álvaro Barreto (1936–2020)                 | 22 de novembro de 1978 a 1 de agosto de 1979 |         | Independente |
| Ministro do Comércio e Turismo                                           |         | Abel Repolho Correia (1926–)               | 22 de novembro de 1978 a 1 de agosto de 1979 |         | Independente |
| Ministro do Trabalho                                                     |         | Eusébio Marques de Carvalho (1935–)        | 22 de novembro de 1978 a 1 de agosto de 1979 |         | Independente |
| Ministro da Educação e Investigação Científica                           |         | Luís Valente de Oliveira (1937–)           | 22 de novembro de 1978 a 1 de agosto de 1979 |         | Independente |
| Ministro dos Assuntos Sociais                                            |         | Acácio Pereira Magro (1932–2018)           | 22 de novembro de 1978 a 1 de agosto de 1979 |         | Independente |
| Ministro dos Transportes e Comunicações                                  |         | José Marques da Costa (1932–)              | 22 de novembro de 1978 a 1 de agosto de 1979 |         | Independente |
| Ministro da Habitação e Obras Públicas                                   |         | João Almeida Pina (1926–2014)              | 22 de novembro de 1978 a 1 de agosto de 1979 |         | Independente |
| Ministro da Comunicação Social                                           |         | Daniel Proença de Carvalho (1941–)         | 22 de novembro de 1978 a 1 de agosto de 1979 |         | Independente |
|                                                                          |         |                                            |                                              |         |              |
| Ministro da República para a Região Autónoma dos Açores                  |         | Henrique Afonso da Silva Horta (1920–2012) | 22 de novembro de 1978 a 1 de agosto de 1979 |         | Independente |
| Ministro da República para a Região Autónoma da Madeira                  |         | Lino Miguel (1936–2022)                    | 22 de novembro de 1978 a 1 de agosto de 1979 |         | Independente |

### Secretários e subsecretários de Estado
| Dependência                                      | Cargo                                                                             | Dententor                   | Período                                      |
| ------------------------------------------------ | --------------------------------------------------------------------------------- | --------------------------- | -------------------------------------------- |
| Presidência do Conselho de Ministros             | Secretário de Estado da Presidência do Conselho de Ministros                      | José Xavier de Basto        | 22 de novembro de 1978 a 31 de julho de 1979 |
| Presidência do Conselho de Ministros             | Secretário de Estado da Administração Pública                                     | António Figueiredo Lopes    | 22 de novembro de 1978 a 31 de julho de 1979 |
| Presidência do Conselho de Ministros             | Secretário de Estado Adjunto dos Assuntos Económicos e Integração Europeia        | José de Matos Torres        | 29 de novembro de 1978 a 31 de julho de 1979 |
| Presidência do Conselho de Ministros             | Secretário de Estado da Cultura                                                   | David Mourão Ferreira       | 29 de novembro de 1978 a 31 de julho de 1979 |
| Ministério das Finanças e do Plano               | Secretário de Estado do Tesouro                                                   | António de Almeida          | 29 de novembro de 1978 a 31 de julho de 1979 |
| Ministério das Finanças e do Plano               | Secretário de Estado das Finanças                                                 | Alípio Dias                 | 29 de novembro de 1978 a 31 de julho de 1979 |
| Ministério das Finanças e do Plano               | Secretário de Estado do Orçamento                                                 | João Pinto Ribeiro          | 29 de novembro de 1978 a 31 de julho de 1979 |
| Ministério das Finanças e do Plano               | Subsecretário de Estado do Orçamento                                              | António Joaquim Carvalho    | 29 de novembro de 1978 a 31 de julho de 1979 |
| Ministério das Finanças e do Plano               | Secretário de Estado do Planeamento                                               | Rui Conceição Nunes         | 29 de novembro de 1978 a 31 de julho de 1979 |
| Ministério da Administração Interna              | Secretário de Estado da Administração Regional e Local                            | José Marques Leandro        | 29 de novembro de 1978 a 31 de julho de 1979 |
| Ministério dos Negócios Estrangeiros             | Secretário de Estado dos Negócios Estrangeiros e Emigração                        | Paulo Ennes                 | 29 de novembro de 1978 a 31 de julho de 1979 |
| Ministério da Agricultura e Pescas               | Subsecretário de Estado Adjunto do Ministro da Agricultura e Pescas               | José Lima de Carvalho       | 29 de novembro de 1978 a 31 de julho de 1979 |
| Ministério da Agricultura e Pescas               | Secretário de Estado do Comércio e Indústrias Agrícolas                           | Mário Barreira da Ponte     | 29 de novembro de 1978 a 31 de julho de 1979 |
| Ministério da Agricultura e Pescas               | Secretário de Estado da Estruturação Agrária                                      | Augusto Ferreira do Amaral  | 29 de novembro de 1978 a 31 de julho de 1979 |
| Ministério da Agricultura e Pescas               | Secretário de Estado do Fomento Agrário                                           | Francisco Moniz Borba       | 29 de novembro de 1978 a 31 de julho de 1979 |
| Ministério da Agricultura e Pescas               | Secretário de Estado das Pescas                                                   | João de Albuquerque         | 29 de novembro de 1978 a 31 de julho de 1979 |
| Ministério da Indústria e Tecnologia             | Secretário de Estado da Energia e Indústrias de Base                              | Hugo de Jesus               | 29 de novembro de 1978 a 31 de julho de 1979 |
| Ministério da Indústria e Tecnologia             | Secretário de Estado das Indústrias Extractivas e Transformadoras                 | António Cardoso e Cunha     | 29 de novembro de 1978 a 31 de julho de 1979 |
| Ministério do Comércio e Turismo                 | Secretário de Estado do Turismo                                                   | Licínio Cunha               | 29 de novembro de 1978 a 31 de julho de 1979 |
| Ministério do Comércio e Turismo                 | Secretário de Estado do Comércio Externo                                          | Francisco Correia Guedes    | 29 de novembro de 1978 a 31 de julho de 1979 |
| Ministério do Comércio e Turismo                 | Secretário de Estado do Comércio Interno                                          | Manuel Duarte Pereira       | 29 de novembro de 1978 a 31 de julho de 1979 |
| Ministério do Trabalho                           | Secretária de Estado do Trabalho                                                  | Manuela Aguiar              | 29 de novembro de 1978 a 31 de julho de 1979 |
| Ministério do Trabalho                           | Secretário de Estado da População e Emprego                                       | João Saraiva Padrão         | 29 de novembro de 1978 a 31 de julho de 1979 |
| Ministério da Educação e Investigação Científica | Subsecretário de Estado Adjunto do Ministro da Educação e Investigação Científica | Carlos Alberto Rosa         | 29 de novembro de 1978 a 31 de julho de 1979 |
| Ministério da Educação e Investigação Científica | Subsecretário de Estado da Administração Escolar                                  | António Daniel              | 8 de fevereiro de 1979 a 31 de julho de 1979 |
| Ministério da Educação e Investigação Científica | SUBSECRETARIA DE ESTADO CRIADA                                                    | António Daniel              | 8 de fevereiro de 1979 a 31 de julho de 1979 |
| Ministério da Educação e Investigação Científica | Secretária de Estado do Ensino Básico e Secundário                                | Maria Alice Nobre Gouveia   | 29 de novembro de 1978 a 31 de julho de 1979 |
| Ministério da Educação e Investigação Científica | Secretário de Estado do Ensino Superior e Investigação Científica                 | Eduardo Arantes de Oliveira | 29 de novembro de 1978 a 31 de julho de 1979 |
| Ministério da Educação e Investigação Científica | Secretário de Estado da Juventude e Desportos                                     | Rodolfo Bacelar Begonha     | 29 de novembro de 1978 a 31 de julho de 1979 |
| Ministério dos Assuntos Sociais                  | Secretário de Estado da Saúde                                                     | Mário Marques               | 29 de novembro de 1978 a 31 de julho de 1979 |
| Ministério dos Assuntos Sociais                  | Secretário de Estado da Segurança Social                                          | Coriolano Albino Ferreira   | 29 de novembro de 1978 a 31 de julho de 1979 |
| Ministério dos Transportes e Comunicações        | Secretário de Estado dos Transportes e Comunicações                               | Rogério do Ouro Lameira     | 29 de novembro de 1978 a 31 de julho de 1979 |
| Ministério dos Transportes e Comunicações        | Secretário de Estado da Marinha Mercante                                          | José da Silva Domingos      | 29 de novembro de 1978 a 31 de julho de 1979 |
| Ministério da Habitação e Obras Públicas         | Secretário de Estado da Habitação                                                 | José Augusto Ramos          | 29 de novembro de 1978 a 31 de julho de 1979 |
| Ministério da Habitação e Obras Públicas         | Secretário de Estado das Obras Públicas                                           | Mário de Azevedo            | 29 de novembro de 1978 a 31 de julho de 1979 |
| Ministério da Habitação e Obras Públicas         | Secretário de Estado do Ordenamento Físico, Recursos Hídricos e Ambiente          | Baltazar Morais Barroco     | 29 de novembro de 1978 a 31 de julho de 1979 |